# سامح حسين
سامح حسين (16 ديسمبر 1975 -)، ممثل مصري.

## عن حياته
درس في كلية الحقوق والأداب المصرية قسم مسرح، كما تخرج من مركز الأبداع بدار الأوبرا، اشتهر بخفة دمه وقدرته المدهشة على اضحاك الجمهور. بالرغم من أن الفنان سامح حسين قام بالعديد من الادوار الصغيرة في السينما أو على التلفزيون.
قام بأول ظهوره في فيلم «الحكاية دول حكاية» للفنان راغب علامة عام 1999، وقام بدوره في الفيلم «طارق» زميل أحمد.
كانت بدايته الحقيقية في مسلسل السيت كوم المصري راجل وست ستات بتقديمه دور رمزى الشاب الغبي الساذج ابن عم (عادل) (قام بدوره أشرف عبد الباقي)، حيث احبه الجمهور جدا واشتهرت جملته الشهيرة بالمسلسل دووولة حبيبى وأصبح أحد النجوم الأساسين في نجاح المسلسل. وزاد المسلسل من شهرته فقام بالاشتراك في العديد من الافلام وقام بمشاركة البطولة مع أحمد مكي في فيلم إتش دبور.

## الحياة الشخصية
حصل في 2025 على الإقامة الذهبية في الإمارات.

## أعماله

### الأفلام
- 2001: شرم برم (عسكري)
- 2001: رشة جريئة (عسكري)
- 2001: جاءنا البيان التالي (سيد البواب)
- 2002: شباب على الهوا (صديق)
- 2002: صاحب صاحبه (زلطة)
- 2003: فيلم هندي (حسن الحلاق)
- 2003: عايز حقي (سيحا القهوجي)
- 2003: إوعى وشك (محمود عويس أبو كوع)
- 2005: أريد خلعا (غفير العمدة الأهبل)
- 2006: كلام في الحب (سائق تاكسي)
- 2006: لخمة راس (دبشة)
- 2006: قصة الحي الشعبي (سيكا)
- 2007: كود 36 (عاطف)
- 2008: طباخ الريس (بصلة)
- 2008: الدادة دودي (عيسوي)
- 2008: إتش دبور (كلوشة)
- 2012: 30 فبراير (نادر)
- 2013: كلبي دليلي (مغاوري)
- 2014: جيران السعد (سعد السعد)
- 2015: نوم التلات (رجل الشاورما)
- 2016: عسل أبيض (علا مرزوق)
- 2017: بث مباشر (الضابط فارس)
- 2018: الرجل الأخطر (عمر التهامي)
- 2019: عيش حياتك (إبراهيم)
- 2024: ساندويتش عيال

### المسلسلات
- 2000: زيزينيا ج2: الليل والفنار
- 2001: البحث عن شمندل
- 2002: ديدي ودوللي
- 2004: رمال
- 2005: من غير ميعاد (ضيف شرف)
- 2005: مبروك جالك قلق (سليني)
- 2006: راجل وست ستات ج1 (رمزي)
- 2007: راجل وست ستات ج2 (رمزي)
- 2008: راجل وست ستات ج3 (رمزي)
- 2009: راجل وست ستات ج4 (رمزي)
- 2009: راجل وست ستات ج5 (رمزي)
- 2009: عبودة ماركة مسجلة (عبودة)
- 2010: اللص والكتاب (فطين / ميشو)
- 2011: الزناتي مجاهد (مجاهد)
- 2013: حاميها وحراميها (فطين / ميشو)
- 2015: راجل وست ستات ج9 (رمزي)
- 2016: راجل وست ستات ج10 (رمزي)
- 2017: شاش في قطن (المجرم ح1-2)
- 2018: واكلينها والعة (سبع صنايع) ج1 (ضيف شرف)
- 2018: سرايا حمدين (حمدين) [6]
- 2018: 30 ليلة وليلة (ضيف شرف)
- 2020: واكلينها والعة (سبع صنايع) ج2 (الشيف شرنوبي)
- 2021: 11 شارع النخيل
- 2022: عودة الأب الضال

### الرسوم المتحركة
- 2008: بسنت ودياسطي ج1 (رفاعي)
- 2009: بسنت ودياسطي في بورتو أبو عجوة (رفاعي)
- 2009: القبطان عزوز ج1 (القبطان عزوز)
- 2010: القبطان عزوز ج2 (القبطان عزوز)
- 2011: بسنت ودياسطي ج4 (رفاعي)
- 2011: القبطان عزوز ج3 (القبطان عزوز)
- 2018: نور وبوابة التاريخ (عبقري) [7]
- 2018: الكابتن عزوز ج1 (الكابتن عزوز)
- 2019: الكابتن عزوز ج2 (الكابتن عزوز)

### المسرحيات
- 2001: حلو وكداب
- 2014: لما كنت مراهق
- 2014: قتيل في بيتي
- 2014: أقفش متحرش
- 2015: أنا الرئيس
- 2015: الباقية في حماتك
- 2018: مقص حرامية
- 2018: عربي منظرة[8]
- 2018: المضروب
- 2019: يا تصيب يا تخيب
- 2019: ليلة زفاف المرحوم
- 2019: المتفائل[9]
- 2022: حلم جميل (مسرحية)
- 2024: عامل قلق

### المسلسلات الإذاعية
- 2008: السندباد عماد
- 2009: الزناتي مجاهد
- 2012: اتنين على مافيش
- 2018: أنا والفلوس وهواك

### البرامج
- 2025: برنامج قطايف

## الجوائز
- جائزة أحسن ممثل صاعد في مهرجان القاهرة للإعلام العربي عن مسلسل راجل وست ستات عام 2008
- جائزة الدير جيست أحسن ممثل كوميدى تلفزيونى عن مسلسل عبودة ماركة مسجلة عام 2009
- جائزة ART أحسن ممثل كوميدي عن مسلسل عبودة ماركة مسجلة عام 2009
- جائزة الدير جيست احسن ممثل كوميدى تلفزيونى عن مسلسل اللص والكتاب عام 2010
- الجائزة الذهبية لمسلسل اللص والكتاب كأحسن مسلسل اجتماعى في مهرجان الاعلام العربي بالأردن عام 2010

## روابط خارجية
- سامح حسين على موقع IMDb (الإنجليزية)
- سامح حسين على موقع الدهليز
- سامح حسين على موقع قاعدة بيانات الأفلام العربية
- سامح حسين على موقع قاعدة بيانات الفيلم (الإنجليزية)